# Steve Bauer
Steve Bauer (St. Catharines, Ontàrio, 12 de juny de 1959) va ser un ciclista canadenc, que fou professional entre 1984 i 1996.
Com a ciclista amateur va prendre part en els Jocs Olímpica de Los Angeles de 1984, en què guanyà la medalla de plata en la competició en carretera.
Una vegada professional és recordat per les bones actuacions al Tour de França, en què acabà dues vegades entre els 10 primers: 4t el 1988 i 10è el 1985. Hi guanyà una etapa i portà el mallot groc de líder durant 14 dies.
Al |Campionat del Món va guanyar la medalla de bronze el 1984, mentre que el 1988 tot i acabar en segona posició fou desqualificat per irregularitats a l'esprint.
Una vegada retirat del ciclisme professional crea l'empresa Steve Bauer Bike Tours. Des del 2008 fa de director esportiu del Team R.A.C.E. Pro.

## Palmarès
- 1981
  -  Campionat del Canadà en ruta
- 1982
  -  Campionat del Canadà en ruta
- 1983
  -  Campionat del Canadà en ruta
  - 1r al Circuit de les 2 províncies
- 1984
  - Vencedor d'una etapa del Giro de les Regions
- 1985
  - 1r al Gran Premi d'Aix-en-Provence
  - Vencedor de 3 etapes a la Coors Classic
  - Vencedor d'una etapa del Tour de Midi-Pyrénées
- 1986
  - Vencedor d'una etapa de la Volta a Irlanda
- 1987
  - Vencedor d'una etapa del Critèrium Internacional
- 1988
  - 1r al Tour de l'Oise i vencedor d'una etapa
  - 1r al Gran Premi de les Amèriques
  - 1r al Trofeu Pantalica
  - Vencedor d'una etapa al Tour de França
  - Vencedor d'una etapa a la Volta a Suïssa
  - Vencedor d'una etapa al Critèrium del Dauphiné Libéré
  - Vencedor d'una etapa a l'Étoile de Bessèges
- 1989
  - 1r al Campionat de Zúric
  - Vencedor d'una etapa al Critèrium del Dauphiné Libéré
- 1991
  - Vencedor de 2 etapes del Tour Du Pont
- 1992
  - Vencedor d'una etapa de la Volta a Galícia
- 1994
  - 1r a la Norwest Cycling Cup
  - Vencedor d'una etapa del Tour Du Pont
- 1996
  - Vencedor de 2 etapes de la Volta a la Baixa Saxònia
  - Vencedor de 2 etapes de la Volta a Renània-Palatinat

### Resultats al Tour de França
- 1985. 10è de la classificació general
- 1986. 23è de la classificació general
- 1987. 74è de la classificació general
- 1988. 4t de la classificació general. Vencedor d'una etapa. Porta el mallot groc durant 5 etapes
- 1989. 15è de la classificació general
- 1990. 27è de la classificació general. Porta el mallot groc durant 9 etapes
- 1991. 97è de la classificació general
- 1992. Abandona (13a etapa)
- 1993. 101è de la classificació general
- 1994. Abandona (5a etapa)
- 1995. 101è de la classificació general

### Resultats al Giro d'Itàlia
- 1986. 45è de la classificació general
- 1987. 10è de la classificació general
- 1992. 92è de la classificació general
- 1993. 89è de la classificació general